# 最高の教師 1年後、私は生徒に■された
『最高の教師 1年後、私は生徒に■された』（さいこうのきょうし いちねんご わたしはせいとに■された）は、2023年7月15日から9月23日まで日本テレビ系「土曜ドラマ」枠で放送されたテレビドラマ。主演は日本テレビ系連続ドラマ初主演となる松岡茉優。
本作は2019年1月期に同局「日曜ドラマ」枠で放送された『3年A組-今から皆さんは、人質です-』を手掛けたプロデューサーと監督による、完全オリジナル脚本作品。
卒業式の日、「担任生徒の誰か」に突き落とされた教師が1年前の始業式の日に時を遡ったことから、自分を殺害する「30人の容疑者」である生徒たちと向き合い、再教育する物語。

## あらすじ
卒業式の日、すでに生徒に寄り添う教育を諦めていた九条里奈は何の感傷や感動の想いもなくその日を迎えていた。上階の吹き抜け廊下から生徒たちを見つめ、職員室へ戻ろうとした瞬間、強烈な衝撃を背中に受け、上階から落下し、「D組 卒業おめでとう」と記されたコサージュをつけた何者かの手を見る。
そして地面に叩きつけられそうになった瞬間、1年前の始業式の日にタイムリープし、2周目の人生で容疑者である30人の生徒たちと真剣に向き合い、人生をやり直す決意をする。

## キャスト

### 主要人物
九条里奈（くじょう りな）
演 - 松岡茉優
本作の主人公。鳳来高校3年D組の担任教師。時代に寄り添い、生徒に寄り添うことを諦めた化学教師。
卒業式の日、担任生徒の誰かに上階の吹き抜け廊下から突き落とされるが、地面に叩きつけられそうになった次の瞬間、1年前の始業式の日にタイムリープする。自身の死の未来を変えるべく「覚悟」を決め、自分を殺害する30人の容疑者である担任生徒と「向き合う」ことを決意し、「何でもする」と宣言する。
2周目の人生では、1周目においてかつての自分が目を背けてきた問題と全力で向き合い、さまざまな悩みや葛藤を抱える生徒たちに本気で想いを伝え、教室を変えていく。
私生活では、結婚5年目となる夫の蓮がおり、二人暮らしをしている。1周目の人生では、4月に蓮から離婚を切り出され、理由が分からないながらも「最後まで良い妻でありたい」という思いから、同じ年の夏に離婚を受け入れた。しかし、2周目の人生では「離婚したくない、この日々を続けていきたい」と正直な感情をぶつけ、蓮と話し合う。そんな里奈の姿に蓮は考え直すようになり、離婚を考えた理由を打ち明けて謝罪し、離婚を取り下げたいとお願いする。今後も結婚生活が続くことになった時、蓮に対し自分が現在2周目の人生を生きていることを初めて告白する。それ以来、自身の挑戦を心から応援してもらい、さまざまな場面で後押しされる。
「覚悟」を決めてからは、教室に4台の隠しカメラを取り付け、教室の様子をパソコンで常に監視するようになる。さらに自宅のクローゼットの壁には、生徒の座席表および1周目の人生で起きたさまざまな出来事の日付のメモ書きを貼り付けている。生徒それぞれの事情の調査に加え、それらの情報を判断材料として、事ある毎に教室の内外で発生する事件の背景や、それに関与している人物の本心を推察していく。
鵜久森が亡くなるきっかけを作った西野に、「そんなつもりじゃなかった」の一言で逃げられるわけがないと忠告し、罪を償う相手の鵜久森がいないので償いようがないと口にする野辺には、残された人に償うよう諭す。
そして、2周目の人生での卒業式の日に1周目の人生の卒業式の日に自分を突き落とした星崎を止めるも、人生をめちゃくちゃにされたとして浜岡に背後から刺されるが、一命を取り留める。

鵜久森叶（うぐもり かなう）
演 - 芦田愛菜
3年D組の女子生徒。真面目で謙虚な優等生であるが、とあるきっかけからクラス全員からいじめの標的にされる。
里奈の1周目の人生では、人生に絶望して1学期の2023年5月23日に不登校となり、その後自ら命を絶ってしまう。
「何でもする」と宣言した里奈に対し、「寄り添うだけで大人が自分たちの世界を変えられると本当に思っているなら、心底軽蔑する」と言い放つ。そんなある日、里奈に化学準備室に呼び出され、クラスで不当な扱いを受けているのではと心配されるも「私は不登校になんかならない」と突き放し、本当のことを打ち明けず部屋を飛び出す。しかし外で待ち構えていた西野たちにいじめのことを告げ口したと疑われ、学級裁判にかけられる。「何も話していない」と訴えるも誰にも味方してもらえずに絶望していたその時、教室に現れた里奈がカメラで撮影していた裁判の映像をパソコンで流す。里奈は鵜久森のいじめに加担している、あるいは見て見ぬふりをしているクラスメイトたちを怒りの言葉で諭し、傷付いた鵜久森に「あなたは一人じゃない、私がいる」と味方である想いを告げる。彼女が命懸けで寄り添う覚悟をしていることを受け、勇気を出して立ち上がり、クラスでいじめられるようになった経緯と、苦しい胸の内を涙ながらに告白する。これが、里奈にとって最初の攻撃であり、3年D組にとって最初の革命となる。
イラストを描くことが趣味で、スケッチのような絵が得意である。その作品がSNSで話題になったことがきっかけで西野たちに話し掛けられ、最初は謙虚にしながらも嬉しく感じていたが、いつしか自分が男子に媚びていると言われ始め、周りから陰で悪口を囁かれるようになった。それに対して何も言い返さずにただ笑っていたため、何をしても良いと思われだんだん行為がエスカレートしていき、直接的に卑劣な言葉を浴びせられたり、新品の教科書にマジックで悪口を書かれたりするようになった。毎日一人で泣きながらも「笑っていないと心がおかしくなりそうだった」と、母親にも誰にも話すことが出来ずに辛い日々を送っていた。
革命の翌日、学校に向かうことに恐怖心を抱きながらも自らの意思で行くことを決め、里奈と待ち合わせをして登校する。その道中、初めて泣かずに来ることが出来た。
だが、里奈の2周目の人生ではそのイラストをプリントした弁当箱入れのバッグを里奈や親しくなった阿久津や東風谷にプレゼントする。
文化祭のD組の準備物の破壊が、里奈の1周目の人生と異なり、文化祭前日ではなく1週間前に実行されたことに対し、「今回はまだ1週間ある」と口走ったことを里奈に違和感を持って聞き取られ、タイムリーパーで2周目の人生を生きていると気付かれる。
1周目の人生で不登校となった後、2023年10月4日に東風谷から好きと告白され、この先ずっと誰かの大切な思いに応えられないかもしれないと考え込んで橋から身を投げ出し自殺を図るが、里奈と同じく始業式の日に生還し、言動が変わり生徒に寄り添うようになった里奈の後押しで生き方を変える。
休学すると言い出した東風谷が、1周目の人生で不登校となった自分を心配して、何度も自宅を訪れてくれたことから、自分が2周目の人生を送っていることを打ち明け、感謝の言葉を述べるために生まれ変わったのだろうと彼女に告げる。
里奈とともに「3周目の人生はない」という感覚を共感し、里奈の誕生日である10月2日に贈った里奈と自分が描かれた肖像画のプレゼントとともに、1周目の人生を終わらせた10月4日以降、自分が生きている実感がないと不安を吐露する映像を残していたが、西野に置手紙で呼び出された立ち入り禁止区域となっていた新校舎の吹き抜け廊下でもみ合いとなって転落死する。その死は、3年D組に大きな影響を与えた。西野たちによって、事件の告白が行われた翌日、教室の座席には不破の「（鵜久森と事件を）ずっと忘れないように」という発案で、卒業式の日まで花が飾られた。浜岡に刺されて入院した里奈の病室には幻として姿を見せた。戒名は、真心清叶信女。

星崎透（ほしざき とおる）
演 - 奥平大兼
3年D組の男子生徒。常に飄々とした振る舞いで、つかみどころのないミステリアスな人物。
哲学的な思考を持っており、物事を一歩引いたところから客観的に見ている部分がある。
里奈の行動に感動し、「九条里奈対策委員会」を退会した後、彼女の映画を撮りたいと化学準備室に赴き願い出る。べすとほっぷに置き忘れたカメラに里奈が栖原に未来について宣言する様子が撮影されており、彼女が2周目の人生であると感じ、鵜久森たちにその説を唱える。
鵜久森が亡くなった日、校内に浜岡が鳳来高校の制服を着て不自然にいた映像を発見し、東風谷にその映像を見せて教える。
1周目の卒業式の日に里奈を突き落とした張本人。里奈の2周目の人生でも彼女を突き落とそうとするが、そのことに気付いた里奈に制止される。西野が鵜久森を突き落とした際に西野が落ちていく鵜久森を見ていたが、里奈が突き落とされた際に突き落とした犯人の顔が見えなかったことから、明確な殺意もなく無感情に近い状態で起きたものとして、自分が物事をすべてに客観的に見ていたことから、そのことに気付かれ、里奈の1周目の人生では彼女を突き落とした後に自らも命を絶ったため、彼女に説得される。そして、里奈とともに飛び降りることを提案するも、彼女に断られたことから、一人きりで飛び降りようとするが、里奈と駆けつけた蓮によって未遂に終わる。

相楽琉偉（さがら るい）
演 - 加藤清史郎
3年D組の男子生徒。問題児集団の1人で、クラスの空気を牛耳るボス的存在として君臨している。
全ての行動軸において「楽しい」を優先し、そのためには他人を傷付けることさえも厭わない。
クラス内のいじめの首謀者で常に他人を見下しており、少しでも自分にとって気に入らない発言や行動をとった人物を攻撃対象とする。鵜久森へのいじめ行為は彼が主犯格となって行われ、教室を変えるための行動を起こした担任の里奈のことも敵対視する。里奈への殺害予告が書き込まれた際には、監視カメラが停止したことを良いことに彼女を教室から追放しようと、阿久津と東風谷に命令して担任変更の嘆願書を取りまとめさせた。
鵜久森を呼び出し、後述の経緯から普通になろうとして彼女にこれまでの行為を謝罪するも、心のない謝罪は受け入れられないと否定され、目を見て話せる自分になりたかったと告げられる。
鵜久森が亡くなった後、彼女が亡くなった当日に学校にいた浜岡が自宅でよく遊んでいたことで東風谷たちから追求されると、「あいつは俺のせいで死んだ」と告げる。その日の夜、自宅を訪ねてきた里奈から、弱さを見せる覚悟があるなら、自分が変わる最後のチャンスとして、翌日学校に来るように告げられる。
翌日、恐怖心を抱きながら教室に来ると、文化祭の準備で自分の関係のないところで他のクラスメイトが楽しそうに笑っている顔を見て腹が立ち、自分が楽しくないのはぶっ壊してやろうと思ったが、自分自身が手を下すのは怖かったため、近しい存在であった浜岡にやらせたという。だが、それでも何とかしたクラスメイトに「自分が特別でも何でもなかった」とショックを受け、特別どころか最低の人間であることを理解していたものの、それを隠すためにクラスメイトに酷いことをしていたとして、迫田、瓜生、向坂とともに彼らに土下座で謝罪する。
そして、里奈とともに鵜久森の自宅を訪れ、美雪から鵜久森が自分がいじめる前にすごい同級生であると自慢しており、2人が友達になる可能性があったことを告げられると、鵜久森の遺骨と位牌の前で涙ながらに謝罪する。

東風谷葵（こちや あおい）
演 - 當真あみ
3年D組の女子生徒。阿久津と成績トップを争う優等生で、休み時間も彼女と一緒に勉強している。
通院で授業を休んでいただけでテストの点数は良かったが、3年D組に入れられたため、2周目の人生を迎え、生徒のために何でもすると宣言した里奈に内申を整理してほしいと懇願するが断られたため、行動で示してほしいと糾弾する。
成績優秀であることを理由に相楽の命令で、阿久津とともに里奈の担任変更の嘆願書を林に提出する。そのことに後ろめたさを感じていたものの、自身がいじめのターゲットとなることを恐れて断ることが出来ず、指示に従う。しかし、里奈に協力を要請された鵜久森にその本心を指摘され、自分を犠牲にしてまで相手に合わせる必要なんかないのだと説得される。そして「本当は優しいことを知っている」と、友人になることを提案される。その鵜久森の言葉に心を動かされた東風谷は、「友達でもない人のお願いなど聞けない」と江波たちに言い放ち、阿久津とともに嘆願書を撤回する。以来、鵜久森とは友人同士となり、彼女と東風谷と阿久津の3人で一緒に過ごすようになる。
実は以前から鵜久森に対して特別な感情を抱いており、文化祭の後夜祭で彼女と花火を眺めている際に「好きかもしれない」という言葉が不意に口から出る。鵜久森から何か言われそうになるが、我に返った東風谷は返事を聞くのが怖くてその場から逃げ出してしまう。以来学校を欠席し、鵜久森が心配して自宅を訪れるも顔を合わせることができず、ついには休学を申し出る。
休学を申し出たことから、里奈から1周目の人生では2024年2月21日に志望大学の法学部に合格し、健やかに高校に通い続けたことを明かされると、鵜久森に好きと告白したが、返事の言葉を聞かず逃げ出したことを明かし、好きを告げたあなたはとても勇敢だと思うと言ってくれた里奈に後押しされ、鵜久森の返事を聞くことを決意する。そして、鵜久森から彼女の1周目の人生で心配してくれたことに感謝の言葉を述べられ、全ての願いに応えられないかもしれないが、大切である想いを伝えられる。
鵜久森の1周目の人生では、不登校になった鵜久森を心配して、彼女の自宅を何度も訪れていた。
里奈と鵜久森の2周目の人生において、鵜久森が何者かに殺された後、里奈から1周目の人生では鵜久森の死後もしばらく泣いていたが、冬になったころには鵜久森の席の前で笑っていたという話を聞かされたことで、そんな自分を変えたいという意思を里奈に伝える。
2024年2月2日、誰かが傷つく世界を少しでも変えられるようにと慧南大学法学部の入学試験に合格する。
西野美月（にしの みつき）
演 - 茅島みずき
問題児集団の一人。
「九条里奈対策委員会」で、里奈の監視の届く範囲のみでは週明け鵜久森には普通に接するよう指示を出す。
鵜久森の死に深く関わっており、それが発覚したことでビルの屋上から投身自殺をして終わらせようとするが、クラスメイトに教室に連れ戻される。
教室で藤原から本当に平気で鵜久森を死なせるようなことをしたのかと問われると、金澤と野辺の二人は関係ないと訴え、言い訳に聞こえるかもしれないが、自分もそんなつもりはなかったと後述の経緯をすべて吐露する。
ある日、浜岡から最近学校が全然楽しくないんだろうと自分のことをなんでも見透かされたように突然話しかけられ、金さえ払えば自分がひっくり返すと提案され、美里のように教室で自分の居場所が失う未来が想像できたことから、浜岡にすがるように依頼したと明かす。
そして、浜岡から化学準備室に仕掛けたカメラで、鵜久森と東風谷がある秘密を話している面白い映像が撮れたと連絡があり、鵜久森がクラスの空気を変えているのだろうと嬉しそうに言われたことから、「東風谷との話をバラされたくなければ放課後に新校舎の吹き抜け廊下へ来ること」と書かれた紙を彼女のロッカーに入れ、金澤と野辺に依頼して人が来ないように近くで見張らせ、鵜久森を待ち構えていた。
鵜久森が一人で吹き抜け廊下に現れると、前述の映像を収めたメモリーカードを持っていることを明かし、調子に乗っている鵜久森におとなしくしろと脅す。だが、鵜久森から「あなたは何がしたいのか」と問い詰められると、高校生活を楽しく過ごしたいだけなのに、鵜久森が邪魔するから東風谷が話したことを秘密としてネタにすることになったと反論するが、それを秘密と思ってることがおかしく、東風谷が話したことに恥ずかしいと思うようなことは何ひとつとしてなかったと告げられる。
鵜久森から「誰かを傷つけることに傷つかない人が変わることはない」ことを知らしめるために呼び出しに応じたと告げられ、誰かを傷つけて笑うことの何が楽しいのかと問いかけられたことに反論できずに動揺し、鵜久森と東風谷の会話をバラし、東風谷が困るのではないかと脅し返すが、標的を作って笑っている時間なんて大切な人生の無駄な時間でしかないと断言され、2023年10月4日、あなたが誰かを傷つける日ではなく、あなたが人を傷つけることをやめる日に変えると宣言され、メモリーカードを奪い取ろうともみ合いになった際、鵜久森は吹き抜け廊下から転落してしまったと明かす。
その後、金澤と野辺とともに夢中で走るも、鵜久森が落下中に強く自分の顔を見続けていた様子が頭からずっと離れず、この件がバレれば金澤と野辺にも迷惑がかかると考えていっそう言い出せなくなってしまったが、鵜久森の死は望んでいなかったと涙ながらに懺悔し、金澤と野辺とともに美雪に謝罪にした後、警察へ事情を説明するために出頭した。
そして、2023年11月20日に家庭裁判所にて事件は突発的に起き、悪質性はないとして保護観察処分となって復学し、カモミールの花を鵜久森の席に飾る。
九条蓮（くじょう れん）
演 - 松下洸平
里奈の夫。里奈の1周目の人生では、4月21日に離婚届を突きつけ、夏に里奈と離婚するが、2周目の人生を迎えた里奈から、本当は離婚したくない気持ちを打ち明けられ、離婚を考え直す。
里奈から人生が2周目であることを打ち明けられると、彼女の話を否定せずに一通り話を聞き、1周目の人生で里奈を襲った生徒に心当たりはあるのかと心配する。

### 鳳来高校

#### 3年D組
鳳来高校で里奈が受け持つクラス。
阿久津由利（あくつ ゆり）
演 - 藤﨑ゆみあ
相楽の命令で東風谷とともに里奈の担任変更の嘆願書を林に提出するが、里奈に協力を要請された鵜久森に後ろめたさで惨めな顔をすることをやめにするよう言われ、自分たちをないがしろにする人に逆らわなければ、何事もない毎日に戻れると想像することを一緒にやめないかと相談される。その後押しで提出した嘆願書を撤回し、友達でもない人の願いを聞く必要はないと東風谷とともに「九条里奈対策委員会」を退会して西野たちに決別を告げる。

生田やよい（いくた やよい）
演 - 莉子
ダンス部に所属し、文化祭の部の引退公演で体育館イベントに出演予定のため、瑞奈が里奈により体育館でのダンス大会の責任者に指名されると、「有名人風吹かせていつもの変人ムーブで私たちの青春をぶち壊すのだけはやめてね」と冷たく言い放つ。
浜岡によるD組の喫茶店の準備物の破壊事件がきっかけで、マスコミがその事件と結びつけて瑞奈を報道することを避けるため、文化祭の中止が検討され瑞奈に怒りをぶつけるが、瑞奈が謝罪し、里奈から「お前が調子に乗っていたせい」と異端だからというイメージで瑞奈に追い打ちをかけたことを注意される。里奈から、文化祭の崩壊を望んでいる人物たちに調子に乗っていることを見せつけ、全く意に介さず文化祭に参加することを呼びかけられ、廃屋喫茶というコンセプトでクラスイベントを継続することが決定し、ダンス部引退公演も開催されることになると、公演終了後に瑞奈に対して最後に歌ってとリクエストする。

瓜生陽介（うりゅう ようすけ）
演 - 山時聡真
問題児集団の一人。
里奈の1周目の人生では親の借金が理由で2023年7月18日に転校しており、彼女の2周目の人生では50万円を無心したことで里奈から貸し与えられる。しかし相楽の入れ知恵で遊興費を騙し取っていたことが、夏穂とカラオケに来ていた里奈に発覚し、全額返金する。
また、相楽の指示で向坂とともにイジメ証拠動画を目出し帽をかぶり里奈に襲い掛かり奪い取ろうとするが失敗し、身長や履いていた靴から犯人と特定される。
里奈に苦しんでいれば周りに相談すればいいと助言され、早乙女にアルバイト代の前借りを相談し、里奈に金銭のせいで自分が転校する可能性があることを伝えられた向坂が一緒に卒業したいとアルバイト代を差し出したことで、知らない男に貢ぐために金をアルバイトで稼ぐことの虚しさを梓に訴え、これまでの行いを許さないと初めて本音をぶつける。家庭環境の改善を里奈に助けられたことを切っ掛けに、鵜久森にこれまでのいじめを謝罪して彼女と和解し、相楽たちともグループLINEを退会して決別する。

江波美里（えなみ みさと）
演 - 本田仁美（AKB48）
問題児集団の一人。
「自分には居場所がない」と思い悩んでおり、居場所を作るため西野たちの顔色を窺ってつるんでいたが、阿久津たちに仕向けた里奈の担任変更の嘆願書が撤回されしくじったことで、ハブられて居場所がなくなるのではないかと焦りを見せる。そんな中、里奈から交際相手の浜岡が自分の想いを利用している発言を盗聴したものを聞かされ注意を促されるが、気付かないふりをしないと本当に居場所がなくなると恐れを吐露する。思い悩む中、栖原に公園に呼び出され、そもそも他人に自分の居場所などなく、誰かと同じになることを必要以上に考えなくていいと諭され、お前の居場所にいつでも行ってやると想いを告白される。しかし浜岡と別れようと決めたばかりの日で、その思いには応えられないと告げる。その後は西野たちとは距離を置いている。
鵜久森の転落死亡時の件で金澤、西野、田辺が警察に向かう際、彼女たちにこれからも友達だよねと問いかけ、彼女たちの気持ちを気遣う。
里奈の1周目の人生では、夏休みの最終日である2023年8月31日に、自分の想いに付け込んで利用していた浜岡をカッターナイフで刺している。

神楽誠（かぐら まこと）
演 - 丈太郎

金澤優芽（かなざわ ゆめ）
演 - 田鍋梨々花
問題児集団の一人。
鵜久森が学校で亡くなった日、仲の良かった西野が形勢逆転するための材料を集めるよう浜岡に学校への侵入を依頼したことが、迫田、瓜生、向坂が浜岡を問い詰めて発覚したことから、西野と野辺とともにビルの屋上から投身自殺をして罪を償おうとする。しかし、里奈やほかのクラスメイトたちが学校を抜け出して探し回ったことで発見され、これ以上クラスメイトがいなくなることは嫌だと月野たちに制止され、教室に連れ戻される。
西野と野辺とともに警察に事情を説明するために出頭するが、2023年10月18日に聴取を終え、事件への直接の関与をしていなかったため、法律的な罰が与えられることはなく、野辺とともに復学が許可される。

貴島千里子（きじま ちりこ）
演 - 藤嶋花音

倉知夕夏（くらち ゆうか）
演 - 岡井みおん

向坂俊二（こうさか しゅんじ）
演 - 浅野竣哉
問題児集団の一人。
相楽の指示で瓜生とともにイジメ証拠動画を里奈から目出し帽を被り強奪しようとするが失敗し、身長から犯人と特定される。
瓜生の親友で、里奈に瓜生が金銭で困っていて転校するかもしれないと教えられると、彼と一緒に卒業するために自身のバイト代を梓に差し出し、母親や学校への不平不満を抱いていた瓜生を友人として勇気づけ、彼の転校の実質的な原因を解決する。
瓜生の家庭環境の一件を切っ掛けに鵜久森にこれまでのいじめを謝罪して彼女と和解し、相楽たちともグループLINEを退会して決別する。

迫田竜輝（さこた りゅうき）
演 - 橘優輝
問題児集団の一人。
「自分のせいで鵜久森が亡くなった」と相楽が言ったことで彼に疑いの目が掛けられると、里奈に相楽がやってないと主張し、5年前の相楽の母親の葬儀でもあいつは笑っていたと告げ、相楽が最近ぶっ壊れそうな自分自身を防ぐときの笑い方をしているため、「あいつを救ってくれ」と頼み込むが、断られてしまう。

栖原竜太郎（すはら りゅうたろう）
演 - 窪塚愛流
江波に想いを寄せるが、バンドの先輩である浜岡が江波の想いに付け込み、自身が管理するマッチングサイトに送り込み、道具としてこき使おうとしていることに感づきながら、それを止めなかった。しかし、2023年9月4日に江波にカッターナイフで刺された浜岡を退院直後に襲い「人生はとてもイージーだと思っていた」とつぶやいていると里奈から明かされ、そのつぶやきは失敗して傷つくことを恐れ、成功することしか選んでこなかったからではないかと指摘される。そして大切な人が傷つくことを後悔するならば、根拠のない行動に出ることも必要ではないかと言われたことから、江波に公園に来るように常連のカフェの店員に伝言を頼んで呼び出し、そもそも他人に自分の居場所などないと江波に告げ、誰かと同じになることを必要以上に考えなくていいと諭し、お前の居場所にいつでも行ってやると彼女に想いを告白する。しかし浜岡と別れようと決めたばかりの日で、江波にはその思いには応えられないと告げられる。

月野春香（つきの はるか）
演 - 柿原りんか
西野たちが投身自殺を図ろうとした際、彼女たちを説得して最悪の終わりだけは避けられることとなった。

遠山泰次郎（とうやま たいじろう）
演 - 岩瀬洋志
剣道部に所属の武道男子。

中園胡桃（なかぞの くるみ）
演 - 寺本莉緒
バレーボール部所属。

野辺桐子（のべ きりこ）
演 - 田牧そら
問題児集団の一人。
「九条里奈対策委員会」と名付けた里奈について話し合うクラスのSNSグループを作り、鵜久森以外の29人の生徒を参加させる。
里奈が「生徒のためになんでもします」と行動を起こしたことでクラスでの状況が悪くなったことから、西野に協力。
鵜久森が学校で亡くなった日、西野が形勢逆転するための材料を集めるよう浜岡に学校への侵入を依頼してそのことが瓜生、迫田、向坂が浜岡を問い詰めて発覚したことから、これから警察に話してみんなからずっと後ろ指を指され、母親たちにも迷惑をかけると考え、その未来が怖くなって西野と金澤とともに投身自殺で罪を償おうとする。しかし、里奈やクラス全員が学校を抜け出し探し回り発見され、これ以上クラスメイトがいなくなることは嫌だと制止され、教室に連れ戻される。
西野と金澤とともに警察に事情を説明するために出頭するが、2023年10月18日に聴取を終え、事件への直接の関与をしていなかったため、法律的な罰が与えられることはなく、金澤とともに復学が許可される。

日暮有河（ひぐらし あるが）
演 - 萩原護
相楽たちに工学研究会の部室をたまり場にされ、周囲にそのこと気付かせるために眉村とともに3年D組の黒板に「九条里奈を殺害する」と書き込むが、工学研究会でカメラの使用や停止方法を理解でき、教室天井裏に設置した動体検知で起動する防犯カメラを手際よく止められる人物として、里奈に犯人と突き止められる。
その後、里奈に今回の問題を根本から解決するためには、自分たちの性格を変える必要があると説かれ、嫌な気持ちを心のままに伝えればいいと助言され、里奈によって工学研究会の部室に教室に設置されていた8台の防犯カメラが移されると、相楽や迫田たちの脅しに屈せず、「ちゃんとハブってほしい」と会話もせずに関わらないよう眉村と願い出て、「九条里奈対策委員会」を退会して相楽たちと決別する。

藤原大志（ふじわら たいし）
演 - 山下幸輝
鵜久森のこと以外にいろいろあり、人が死ぬということを考えるのがすごく怖くてたまらなかったが、平気で人をそうさせるのが信じられないと西野、金澤、野辺たちに告げ、投身自殺という最悪を選ぼうとしていたことから、本当に鵜久森をそうさせたのかと問いかける。

不破大成（ふわ たいせい）
演 - のせりん
父親がイベント関係の社長をしており、文化祭で鵜久森がデザインしたイラストがプリントされたTシャツを準備する。
事件から数日後、鵜久森の席に花を飾った。

穂積渚（ほづみ なぎさ）
演 - 白倉碧空

眉村紘一（まゆむら こういち）
演 - 福崎那由他
3年D組の黒板に「九条里奈を殺害する」と日暮とともに書き込むが、工学研究会でカメラの使用や停止方法を理解でき、教室天井裏に設置した動体検知で起動する防犯カメラを手際よく止められる人物として、里奈に犯人と突き止められる。
里奈が監視カメラを設置した影響で、工学研究会の部室を相楽たちのたまり場にされて部活ができなくなったと考えており、周囲に気付かせるために殺害予告を実行したと里奈に白状するが、自分自身で顔と声を出して訴えなかったことを彼女に糾弾される。
その後、里奈が担任変更の嘆願書で謹慎処分となったことから、相楽に部室の鍵を返すよう願い出るが断られ、「ネクスト鵜久森」と呼ばれ、次のいじめの標的と脅される。
里奈から、今回の問題を根本から解決するためには、自分たちの性格を変える必要があり、優しさで人の気持ちを想像し自分たちが我慢する必要や、自分たちをないがしろにする人と仲良くする必要はないと説かれ、嫌な気持ちを心のままに伝えればいいと助言される。
里奈に教室にあった8台の防犯カメラを工学研究会の部室に移してもらうと、相楽や迫田たちに「ハブるぞ」と脅されるがそれに屈せず、発言を逆手に取り「ちゃんとハブってほしい」と会話もせずに関わらないよう願い出て、「九条里奈対策委員会」を退会し、相楽と決別する。
里奈の1周目の人生では2023年12月11日に日暮との研究作品が全国準優勝を獲得するが、4日後の同年12月15日にその作品が何者かによって粉々に破壊されている。

瑞奈ニカ（みずな ニカ）
演 - 詩羽（水曜日のカンパネラ）
学外でプロとして音楽活動しており、自身の風貌や行動に対して 周囲から「変だ」「非常識だ」「調子に乗ってる」と批判されて学生生活を送っている。
そのため、クラスのみんなと交わらず、文化祭に参加する意識もなかったが、里奈から突然、体育館の文化祭の体育館イベントの責任者に指名される。生田から冷たい言葉をかけられ、文化祭の責任者を断ろうとしたが、里奈から「あなたの生き様で、彼らの当たり前を変えてください」と改めて責任者を依頼される。
週刊誌の記事で鳳来高校に通っていることが特定され、当日文化祭自体への不参加を里奈に訴えるが、その場に居合わせた早乙女から参加したほうが良いと促され、里奈からも最後の青春を経験したいのなら何でもすると応援され、イベント責任者として文化祭への参加を決める。
しかし文化祭の1週間前にD組の模擬店の喫茶店の準備物が浜岡の仕業で破壊され、マスコミがかぎつけることを恐れ、文化祭が中止になる話が起こり、クラスメイトの大切な青春を壊して責められることが怖いと里奈に謝罪する。だが、里奈から戦うことを辞めてしまえば自分にとって傷として残るので人から変わっていると評される人が自由に生きられることを証明するよう呼びかけられ、思い留まり、文化祭への参加を改めて決意する。
文化祭が開催され、ダンス部引退公演で生田からの文化祭の印象を聞かれ「控えめに言って最高かな」と感想を述べる。生田からダンス部卒業公演の最後に歌唱することをリクエストされると、自分を非常識だと決めつけ矯正しようとする人たちに反発し、誰かに必要とされる人間になると決めた心の支えにしてきた椎名林檎の「17」を夏穂のピアノ伴奏で歌唱する。
里奈の1周目の人生では週刊誌の記事で鳳来高校に通っていることが特定され、文化祭前日の2023年9月29日に、浜岡の仕業でD組の模擬店の喫茶店の準備物が破壊され、瑞奈がいる学校での事件としてニュースにも取り上げられたため、瑞奈が全ての責任を負う形となって、文化祭は中止と判断されていた。

目白直紀（めじろ なおき）
演 - 川本光貴

森海悠仁（もりうみ ゆうと）
演 - 阪本颯希

蓬田健斗（よもぎだ けんと）
演 - 夏生大湖
鳳来高校野球部の星。

渡会華（わたらい はな）
演 - 田中美久（HKT48）
文化祭の体育館イベントでは司会を務める。

#### 教員
我修院学（がしゅういん まなぶ）
演 - 荒川良々
教頭。元国語教師。生徒からはガッシュ教頭と呼ばれており、新学期に「今年の漢字」と称して漢字一字の書を発表する。
鵜久森の死に対し、責任をとるのは生徒ではなく大人たちなので、死亡事故に向き合わせてほしいと3年D組や他のクラスに願いに上がり、マスコミへの説明会見で遺族に謝罪する。
そして事故または自ら命を絶った可能性が高いとの見解を警察から得たと会見で説明するが、一方で鵜久森は誰より強く生きようとしていたことも同時に説明し、現状の見解で結論とするのは尚早であるとし、その出来事の本質と全力で向き合いたいと宣言し、関係のない人が臆測で言葉を投げかけるのはやめ、それでも我慢できずに言葉を投げたい時は、生徒や教員ではなく責任者の自分に言葉を投げてほしいと告げ、本件の生徒について本気で向き合う時間を作るためなら何でもすると述べる。

花村千代子（はなむら ちよこ）
演 - 長井短
3年A組担任。公民教師。

森育男（もり いくお）
演 - 細田善彦
3年B組担任。国語教師。

林結起哉（はやし ゆきや）
演 - 犬飼貴丈
3年C組担任。地理歴史教師。

巡渉（めぐり わたる）
演 - 粟大和
英語教師。

宮崎彰（みやざき あきら）
演 - 黄地裕樹
数学教師。

### 里奈と叶の関係者
浜岡修吾（はまおか しゅうご）
演 - 青木柚（第5話 - 最終話）
美里の近所の3歳年上の幼なじみ。美里に交際を申し込む。栖原とは同じバンドの仲間。
美里の想いに付け込み、自身が管理するマッチングサイトに送り込み道具としてこき使っていると武勇伝のようにべすとほっぷで語っていたのを1周目の人生の里奈が聞いていたことから、彼女から江波と交際しないように詰め寄られる。相楽とは知人で、江波の想いを利用するよう彼から仕向けられていた。
文化祭でD組では模擬店の喫茶店を開く準備が教室で進められていたが、里奈の2周目の人生では文化祭の1週間前に準備物が破壊されており、里奈が教室に仕掛け直した防犯カメラに、数人とクラスに侵入して準備物を破壊する様子が映っていた。
鵜久森が亡くなった日、校内に浜岡が鳳来高校の制服を着て不自然にいた映像が見つかり、美里からの電話に応えると、相楽から金を渡されて文化祭の前日にD組の模擬店の喫茶店の準備物を破壊することを頼まれたと明かす。後に相楽の口から、「何かしてやろうか？」と相楽を誘うも、鵜久森の言葉を受けた相楽が断ったことが語られる。
鵜久森の死に関与しているかを迫田、瓜生、向坂から問い詰められると、相楽ではなく、星崎から西野の情報を得たことで金のために裕福な彼女に近づき、クラスでの状況が悪くなったことから形勢逆転するための材料を集めるよう依頼されたので学校に侵入したが、鵜久森の転落には関わりがないと激昂して否定する。卒業式の当日、「人生をめちゃくちゃにされた」との理由でナイフを里奈の背中に刺した。
勝見夏穂（かつみ かほ）
演 - サーヤ（ラランド）
里奈の親友。里奈の1周目の人生では6年付き合った彼氏の英雄にフラれるが、2か月後に復縁している。
ピアノ経験者で昔通っていたピアノ教室の先生からは「江戸川のクララ・シューマン」と呼ばれており、文化祭では瑞奈の歌唱にピアノ伴奏で参加した。

早乙女智美
演 - 森田望智（第2話 - 最終話）
居酒屋「べすとほっぷ」の店長。里奈と勝見の友達。里奈と勝見と同じ高校に通っていたが、金銭問題で文化祭直前に中退している。
バイト情報誌を真剣に見ていた瓜生をバイトに誘うが、実際は金銭を自分から受け取らないと思った里奈の頼みで、彼を雇っていた。

鵜久森美雪（うぐもり みゆき）
演 - 吉田羊（第4話・第6話 - 第9話）
叶の母。叶の葬儀後に自宅を訪れた里奈に「叶がなんでこんなことになったんでしょうか？」という言葉を掛けたことで、里奈が叶の死の真相に向き合うことを決めさせる。
教室に設置されたカメラを通じて叶が死に至った経緯を話す金澤、西野、野辺の様子を映した映像を我修院に視聴させてもらっており、伝えるべきことを伝えるために教室に現れ、彼女たちに最悪の終わりを選ぶことはしないように頭を下げ思い留まらせる。そして、「この出来事を許すことはできない。忘れることもできない。叶と同じように命を失ってほしいなんて思わない。叶の分も生きてほしいなんて言葉も出ない」と言うが、「一つだけ、叶のことを一生懸命忘れないでほしい」と訴える。

### ゲスト

#### 第1話
美山志乃（みやま しの）
演 - 齊藤なぎさ（第5話）
3年C組の生徒。

木下幹太（きのした かんた）
演 - 杢代和人（第5話）
3年C組の生徒。

#### 第2話
瓜生梓（うりゅう あずさ）
演 - 中島亜梨沙
陽介ら3人の母親。借金の取り立てもあり、陽介に生活費や学費を稼ぐために大学進学を諦めさせアルバイト代を貢がせるが、その一方で貢がせた金で化粧品や洋服などを購入する。
借金返済用に陽介がアルバイト代を前借りして差し出すが、父親と離婚後に女手一つで育て上げたことを理由に自分の欲しいものを購入しようとするなど、身勝手に振舞い、里奈から陽介が自分にとって金を稼いでくるだけの存在と思われることを恐れ顔色をうかがっていると指摘される。また、陽介の親友の向坂からも数日の日雇い分のアルバイト代を差し出されたことで高校へ通い続けることを許すが、交際相手の知らない男に貢ぐために金をバイトで稼ぐことの虚しさを陽介から訴えられ、これまでの行いを許さないと本音をぶつけられると、心から陽介に謝罪する。

瓜生亮二（うりゅう りょうじ）、瓜生勇樹（うりゅう ゆうき）
演 - 鳥羽涼太、川田琥太郎
陽介の弟たち。

#### 第4話
浜岡の仲間
演 - 坪井楓侑、村井良輔
浜岡からべすとほっぷで江波を利用している話を聞かされる。

江波優里
演 - 大賀埜々
美里と美紀の母。美里が「自分には居場所がない」との思いを強く植え付けられる原因となった。

江波美紀
演 - 葛西杏也菜
美里の妹。成績優秀で母からの寵愛を一身に受けている。

#### 第5話
伴ひかり（ばん ひかり）
演 - 畑芽育
3年C組の生徒。文化祭のダンス大会に「Be：STAR」で参加する。

二色愛未
演 - 志田こはく
3年C組の生徒。文化祭のダンス大会に「Be：STAR」で参加する。

加賀凛（かが りん）
演 - 菊地姫奈
3年C組の生徒。文化祭のダンス大会に「Be：STAR」で参加する。

鍋島聖衣良
演 - みとゆな
3年C組の生徒。文化祭のダンス大会に「Be：STAR」で参加する。
第1話に出演した美山志乃と木下幹太も、上記4人と同様文化祭のダンス大会に「Be：STAR」で参加する。

#### 第6話
東風谷葵の母
声 - 小林桃子（第7話）
学校に来ない東風谷を心配して自宅に訪れた鵜久森に応対する。

#### 第7話
高田香子
声 - 高田和加子
レポーター。鵜久森の死亡事故以来、休校が続いていることを鳳来高校の前から伝える。

記者
声 - 松林慶知
記者会見での我修院の発表を聞き、「それは学校の中で何か問題があったということですか?」と質問する。

#### 第8話
浜岡の手下
声 - 塩谷惣一朗（第9話）
文化祭の前に浜岡とともに鳳来高校3年D組のクラスを襲撃したうちの一人。迫田、瓜生、向坂によって浜岡の前に連れてこられる。

#### 第9話
雀荘の客
声 - 碓井英司
浜岡にカモられる雀荘の客。

## スタッフ
- 脚本 - ツバキマサタカ[21]
- 音楽 - 松本晃彦[21]
- 主題歌 - 菅田将暉「ユアーズ」（ソニー・ミュージックレーベルズ）[22]
- 法律監修 - 石井誠一郎
- 医療監修 - 依田茂樹
- 学校監修 - 家庭教師のトライ
- 演出 - 鈴木勇馬、二宮崇[21]
- プロデューサー - 福井雄太、鈴木努、秋元孝之[1]
- チーフプロデューサー - 田中宏史[1]
- 制作協力 - オフィスクレッシェンド
- 製作著作 - 日本テレビ

## 放送日程
| 放送回                                                                      | 放送日  | サブタイトル                         | ラテ欄                                                  | 演出     | 視聴率 |
| --------------------------------------------------------------------------- | ------- | ------------------------------------ | ------------------------------------------------------- | -------- | ------ |
| 第1話                                                                       | 7月15日 | 拝啓、傷ついた貴方へ                 | 容疑者は担任の生徒30人 死の未来を覆す覚悟の授業…開幕    | 鈴木勇馬 | 6.5%   |
| 第2話                                                                       | 7月22日 | 拝啓、人を信じぬあなたへ             | 大人を信じない君へ… 生徒の心をさらけ出す衝撃の家庭訪問  | 鈴木勇馬 | 5.8%   |
| 第3話                                                                       | 7月29日 | 拝啓、心優しきあなたへ               | 弱さを嘆く君達へ… 今こそ反撃の時!! 生徒動かす特別授業   | 鈴木勇馬 | 6.0%   |
| 第4話                                                                       | 8月05日 | 拝啓、世界に居場所が無いと思う貴方へ | 居場所がない人達へ!! 心を動かす愛の告白… 嵐の1学期終了  | 二宮崇   | 5.2%   |
| 第5話                                                                       | 8月12日 | 拝啓、変り者と呼ばれる貴方へ         | 変わり者の君が未来覆す歌 そして全て繋がった… 衝撃新事実 | 二宮崇   | 6.2%   |
| 第6話                                                                       | 8月19日 | 拝啓、今を生きるすべての貴方へ       | 人生を変えた君へ… 二周目史上最大の衝撃と試練 第一章完結 | 鈴木勇馬 | 5.7%   |
| 第7話                                                                       | 9月02日 | 『向き合う』ことを恐れる貴方へ       | 衝撃 新章突入… 彼女の死はなぜ起きた? 真相を知る戦いへ   | 松田健斗 | 5.2%   |
| 第8話                                                                       | 9月09日 | 「本当」を曝け出さぬ貴方へ           | 俺のせいだ… 届かないとわかっても伝えたい… ごめんなさい  | 鈴木勇馬 | 4.6%   |
| 第9話                                                                       | 9月16日 | 償うことに迷える貴方へ               | 最悪の結末…!? 娘を失った母が発した重い言葉…生きる事     | 鈴木勇馬 | 6.0%   |
| 最終話                                                                      | 9月23日 | 『変わらない』と諦める貴方へ         | 運命の卒業式当日… この1年は未来を変えたか 真の再出発    | 鈴木勇馬 | 7.4%   |
| 平均視聴率 5.9%（視聴率はビデオリサーチ調べ、関東地区・世帯・リアルタイム） |         |                                      |                                                         |          |        |

- 第1話から第6話まで、TVerとHuluで未公開シーンを含むディレクターズ・カット版を配信。（TVerは第1話以外、期間限定での配信）
- 第7話から最終話までのディレクターズ・カット版は、Huluでの独占配信。
- 第4話は『ラグビー・リポビタンDチャレンジカップ・日本対フィジー』戦中継に伴う特別編成の関係で25分繰り下げ。
- 8月26日は『24時間テレビ 愛は地球を救う46「明日のために、今日つながろう。」』放送のため休止。

## 受賞歴
- 第61回 ギャラクシー賞（放送批評懇談会）
  - 上期テレビ部門 奨励賞（2023年9月度月間賞）[26]
  - テレビ部門 奨励賞[27]
- 第117回ザテレビジョンドラマアカデミー賞
  - 主演女優賞：松岡茉優[28]
  - 助演女優賞：芦田愛菜[29]
- TikTokトレンド大賞2023
  - スポーツ・エンタメ部門[30]
- MIPCOM Buyers'Award for Japanese Drama
  - グランプリ[31]
- 2024年日本民間放送連盟賞
  - テレビ部門 準グランプリ[32]

## スピンオフドラマ
『拝啓、大人になる貴方へ』のタイトルで、動画配信サービス「Hulu」にて、9月23日の最終話放送終了後から配信。全2話。

### キャスト（スピンオフドラマ）
- 九条里奈（声）- 松岡茉優
- 星崎透 - 奥平大兼
- 相楽琉偉 - 加藤清史郎
- 東風谷葵 - 當真あみ
- 西野美月 - 茅島みずき
- 瓜生陽介 - 山時聡真
- 江波美里 - 本田仁美（AKB48）
- 栖原竜太郎 - 窪塚愛流
- 眉村紘一 - 福崎那由他
- 野辺桐子 - 田牧そら
- 藤原大志 - 山下幸輝
- 中園胡桃 - 寺本莉緒
- 日暮有河 - 萩原護
- 瑞奈ニカ - 詩羽
- 渡会華 - 田中美久（HKT48）
- 向坂俊二 - 浅野竣哉
- 神楽誠 - 丈太郎
- 月野春香 - 柿原りんか
- 迫田竜輝 - 橘優輝
- 生田やよい - 莉子
- 金澤優芽 - 田鍋梨々花
- 蓬田健斗 - 夏生大湖
- 貴島千里子 - 藤嶋花音
- 遠山泰次郎 - 岩瀬洋志
- 森海悠仁 - 阪本颯希
- 倉知夕夏 - 岡井みおん
- 阿久津由利 - 藤﨑ゆみあ
- 不破大成 - のせりん
- 目白直紀 - 川本光貴
- 穂積渚 - 白倉碧空

### スタッフ（スピンオフドラマ）
- 脚本 - 川滿佐和子
- 演出 - 松田健斗
- プロデューサー - 鈴木努、秋元孝之
- 協力プロデューサー - 小田井雄介
- 制作協力 - オフィスクレッシェンド
- 製作著作 - 日本テレビ

### 配信日程（スピンオフドラマ）
| 各話 | 配信日  |
| ---- | ------- |
| 前編 | 9月23日 |
| 後編 | 9月30日 |

## 関連作品
- 最高の生徒〜余命1年のラストダンス〜 - 2023年7月15日から9月23日まで日本テレビ（関東ローカル）の『Zドラマ』枠で放送された本作とクロスオーバーするドラマ[34]。主演は畑芽育[34]。
- 3年後の僕たちは - 2023年7月26日から9月25日まで日テレドラマ公式YouTubeおよびTVerで配信されたスピンオフドラマ。本作の3年後、本作でD組の生徒だった者や『最高の生徒』でC組の生徒だった者たちがインタビューに答える形で3年前を振り返る。公式YouTubeおよびTVerでの配信終了後は、Huluでの独占配信。